# 2583 Fatyanov
2583 Fatyanov (1975 XA3) là một tiểu hành tinh vành đai chính được phát hiện ngày 3 tháng 12 năm 1975 bởi Smirnova, T. ở Nauchnyj.